# 滾河兩岸戰鬥
滾河兩岸戰鬥發生於1940年5月17日至5月19日，地點則是在中國湖北一帶。交戰守方為中華民國國民革命軍，另一方則為日軍，屬於棗宜會戰第一階段戰鬥。國軍於湖北滾河兩岸之張家嘴、孟家莊等地激戰。